# I24News
i24NEWS est une chaîne de télévision d'information en continu internationale, basée en Israël et dont les programmes sont diffusés en anglais, en français, en arabe et en hébreu. Appartenant au groupe Altice USA, la chaîne a été lancée par Patrick Drahi en juillet 2013, avec comme premier PDG, Frank Melloul, ancien directeur de la stratégie de l'Audiovisuel extérieur de la France (AEF),,. En 2025, Ronit Ganon-Amit est nommée directrice générale d’i24NEWS, et Frank Melloul est promu chairman (président) de la chaîne,.
Elle est considérée comme favorable au gouvernement de Benyamin Netanyahou et est régulièrement critiquée pour son positionnement éditorial en ce sens.

## Historique
i24News est lancée en juillet 2013 par Patrick Drahi, qui souhaite proposer « une alternative à Al Jazeera ». La chaîne est entièrement privée, dispose d'un budget de 50 millions de dollars par an et se fixe pour objectif d'atteindre l'équilibre budgétaire en quatre ans. Guysen TV, créée en 2002, est rachetée et devient i24News[source secondaire souhaitée],,.
La chaîne devait commencer sa diffusion le 1er juillet 2013, mais elle n'apparaît finalement à l’antenne que le 17 juillet 2013 à 20 h (heure d’Israël) — le bâtiment n'avait pas reçu l'homologation officielle des services de secours pour commencer à accueillir les employés. La chaîne n'a longtemps pas été diffusée en Israël, du fait des lois israéliennes qui interdisaient à un opérateur de télévision d'être aussi à la tête d'une chaine de télévision par câble ou satellite.
Dans le but de contrer cette interdiction et de montrer l'importance de ce média au gouvernement israélien, la chaîne lance, à l'été 2014, une grande campagne de relations publiques, d'un coût de quatre millions de shekels. La campagne vise essentiellement à promouvoir i24News sur des affiches quatre par trois dans les rues de tout Israël. Le slogan d'i24News devient alors « le dôme de fer des chaînes d'info » et l'image montre des missiles lancés en direction de la chaîne.
Fin mai 2018, le Parlement israélien approuve à l’unanimité un projet de loi qui permet sa diffusion sur le  territoire, ce qui est le cas depuis le 29 août 2018 dans ses versions anglaises et françaises.
En 2014, selon les chiffres de Médiamat’ Thématik, l'audience d'i24News en France serait de 0,1 %, soit d'une dizaine de milliers de personnes. En janvier 2014, L'Obs consacre à la chaîne une enquête qui pointe du doigt l'ambiance délétère et des résultats d'audience catastrophiques. La chaine financée par Patrick Drahi fait l’objet de deux enquêtes : en janvier 2015 une enquête de L'Obs et en octobre 2015, par une équipe du magazine d'investigation Complément d'enquête qui se rend en Israël et qui confirme, malgré les 50 millions d'euros de budget annuel, le non-paiement de certains fournisseurs.
i24News est lancée aux États-Unis en février 2017, depuis ses studios de Times Square à travers les opérateurs Optimum, Suddenlink, Spectrum, Comcast et Mediacom, ce qui représente une diffusion au sein de 4,5 millions de foyers plus de 15 millions de foyers.

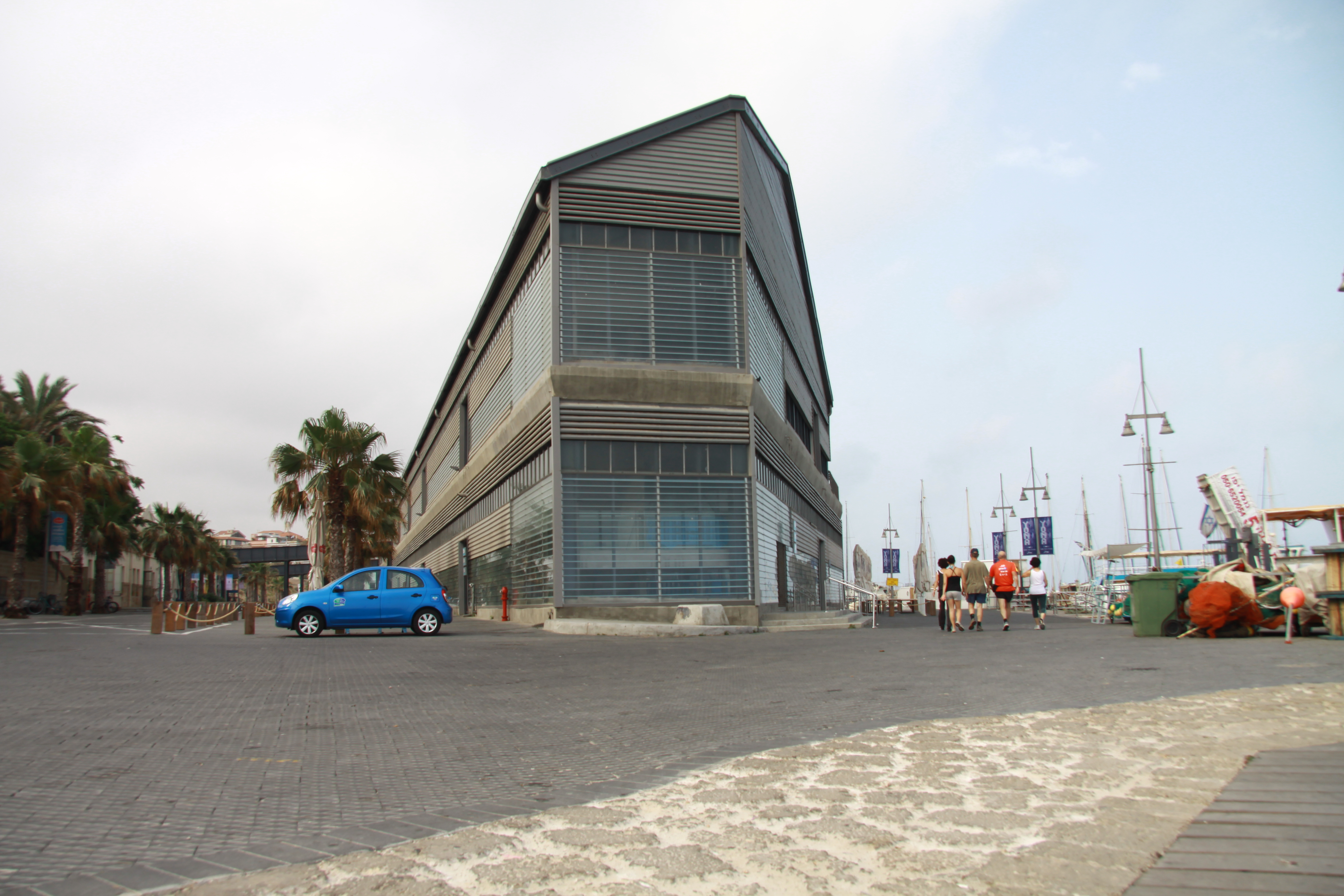
Les studios d'i24News à Jaffa.

En janvier 2018, SFR vend i24News pour 2 millions d’euros à Altice USA.
En août 2018, i24News commence sa diffusion en Israël sur HOT, canaux 34 et 200 (version anglaise), 144 (version française) et 174 (version arabe).
À la suite de la signature des accords d'Abraham en 2020, i24News devient la première chaîne basée en Israël à être diffusée dans l’ensemble des Émirats arabes unis (via Etisalat et DU) et à avoir conclu une série de partenariats avec les plus grands groupes média du Golfe : Abu Dhabi Media, Dubai Media Incorporated, Dubai Media City, le Government of Dubai Media Office, Gulf News Media et Motivate Media Group,.
En 2021, i24News annonce l’ouverture d’un bureau Dubai Media City et l’obtention d’une licence de diffusion, devenant ainsi la première chaîne basée en Israël à s’installer aux Émirats arabes unis,.
En 2022, i24News fait son entrée au Maroc, en inaugurant deux bureaux, à Rabat et à Casablanca, devenant ainsi le premier réseau d’information international basé en Israël à s’installer dans le Royaume,.
i24News regroupe 300 employés et émet ses programmes depuis six studios (Tel Aviv, Paris, New York, Los Angeles, Washington et Dubaï).
En janvier 2024, i24News annonce le lancement d’une nouvelle chaîne d’information en hébreu diffusée depuis Israël, qui rejoint le groupe de chaînes existantes en français, en anglais et en arabe,.

## Ligne éditoriale
Selon Télérama, i24News, soupçonnée d'être ancrée à droite, a un positionnement politique ambigu. La chaîne, qui publie « quelques bourdes monumentales » à ses débuts (tel un bandeau plaçant Ramallah en Israël), ne manque aucun discours ni déplacement de Benjamin Netanyahou. L'hebdomadaire note aussi que les journalistes francophones d'i24News traitent certains sujets de manière « franchement patriotique » : ils parlent « d'implantations » mais jamais de « colonies », et l'expression « territoires occupés » est bannie.
Télérama note également qu'en raison de la nationalité israélienne de ses correspondants il est trop risqué, en 2014, d'envoyer des reporters israéliens au Liban ou en Syrie, de plus le correspondant d'i24News à Gaza doit cesser sa collaboration, à la suite de menaces du Hamas.
En 2015, l'Obs évoque un« contenu assez orienté ». Une déclaration de Patrick Drahi sur ses « motivations sionistes sincères afin d’améliorer l’image d’Israël » interrogent sur la réelle indépendance de ce média, selon l'Obs, qui juge assez minime la différence entre le « regard israélien » revendiqué par le PDG d'i24News, Franck Melloul, et la défense de l’Etat d’Israël.

## Critiques
En 2019, Haaretz publie une enquête sur i24News dévoilant que la chaîne a effectué des changements éditoriaux afin d'éviter l'expression sur son antenne de critiques dirigées contre Benyamin Netanyahou, qu'elle a empêché l'invitation de personnalités critiques à l'égard de Netanyahou et a annulé la diffusion de programmes jugés trop à gauche. Selon Haaretz, cette ligne pro-Netanyahou est liée aux objectifs de la chaîne visant à obtenir une licence pour diffuser en hébreu en Israël,.
En 2021, la chaîne reprend une fausse information, diffusée également par plusieurs blogs d'extrême droite, montrant une photographie de Grégory Villemin et le présentant comme une victime d'un bombardement israélien ; la diffusion de cette fausse information est analysée dans le HuffPost. La chaîne publie ensuite un tweet  rectificatif.
En 2022, Télérama souligne l'euphémisation de la colonisation israélienne sur la chaîne i24News qui appelle les colonies « implantations », et la Cisjordanie (territoire palestinien occupé) « Judée et Samarie ». Télérama rappelle que Julien Bahloul, souvent interrogé sur le plateau de i24News, y est présenté comme un simple « habitant [de] Tel-Aviv », alors qu'il a été porte-parole et community manager de l’armée israélienne. La chaîne de télévision présente l'armée israélienne de manière systématiquement positive, comme une armée qui épargne les civils. Les images diffusées à l'appui de ce discours favorable à l'armée proviennent du compte Twitter Israel Defense Forces — « la plus fiable des sources », ironise le journaliste de Télérama Samuel Gonthier.
Arrêt sur image en 2022 note également que Julien Bahloul, journaliste à i24News, a exercé des responsabilités dans l'armée israélienne et qu'en 2021 le magazine Marianne le comptait parmi les propagandistes français qui soutiennent Tsahal
En 2023, Checknews de Libération dénonce un reportage louant les mérites d’une pièce d'artillerie utilisée par Tsahal, « truffé d'erreurs » et qui a été supprimé après avoir fait l'objet de moqueries sur les réseaux sociaux.
En octobre 2023, en pleine « guerre de l'information » dans le cadre de la guerre à Gaza, la chaîne relaye une information faisant état d'une « quarantaine de nourrissons et d’enfants tués par le Hamas, dont certains décapités » dans le kibboutz de Kfar Aza, alors même que des journalistes invitent à la prudence quant à la justesse de l'information, tout en précisant qu'un important massacre de civils, incluant des enfants, a bien été commis par le Hamas ; le processus de diffusion de cette fausse information est analysée dans le quotidien Le Temps.
En novembre 2023, Arrêt sur images critique i24News pour son invitation « en permanence » d'anciens officiers du renseignement et de l'armée israélienne, ainsi que pour l'absence d'informations sur son antenne concernant les victimes civiles palestiniennes de la guerre à Gaza. Le site accuse la chaîne d'être un relais de la propagande de guerre israélienne et la compare à RT France.
En décembre 2023, le portail d'information Yabiladi relève des propos tenus par des intervenants de CNews et de i24News qui pourraient tomber sous le coup de l'interdiction à l'incitation à la haine raciale, notamment ceux de l'écrivain franco-israélien David Antonelli qui confond la population civile de Gaza et le Hamas, leur attribue à tous une même violence antisémite et déclare : «Je me fiche éperdument des deux millions de Gazaouis». Le Conseil français du culte musulman a condamné cette intervention parmi d'autres comparables sur les chaînes françaises, qui s'en prennent aux civils palestiniens, et dans lesquelles il voit une  « apologie de crimes de guerre, de crimes contre l’humanité, de génocide ou de nettoyage ethnique».
Le Monde diplomatique dénonce en mai 2024 que les autres médias français propriétés de Patrick Drahi (Libération, L'Express, BFM TV, RMC) sont contraints de couvrir la guerre à Gaza suivant les indications données par des « experts » d'i24 détachés chez eux.

## Identité visuelle

Logos d'i24NEWS
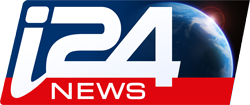
De 2013 à 2018.
De 2018 à 2021.
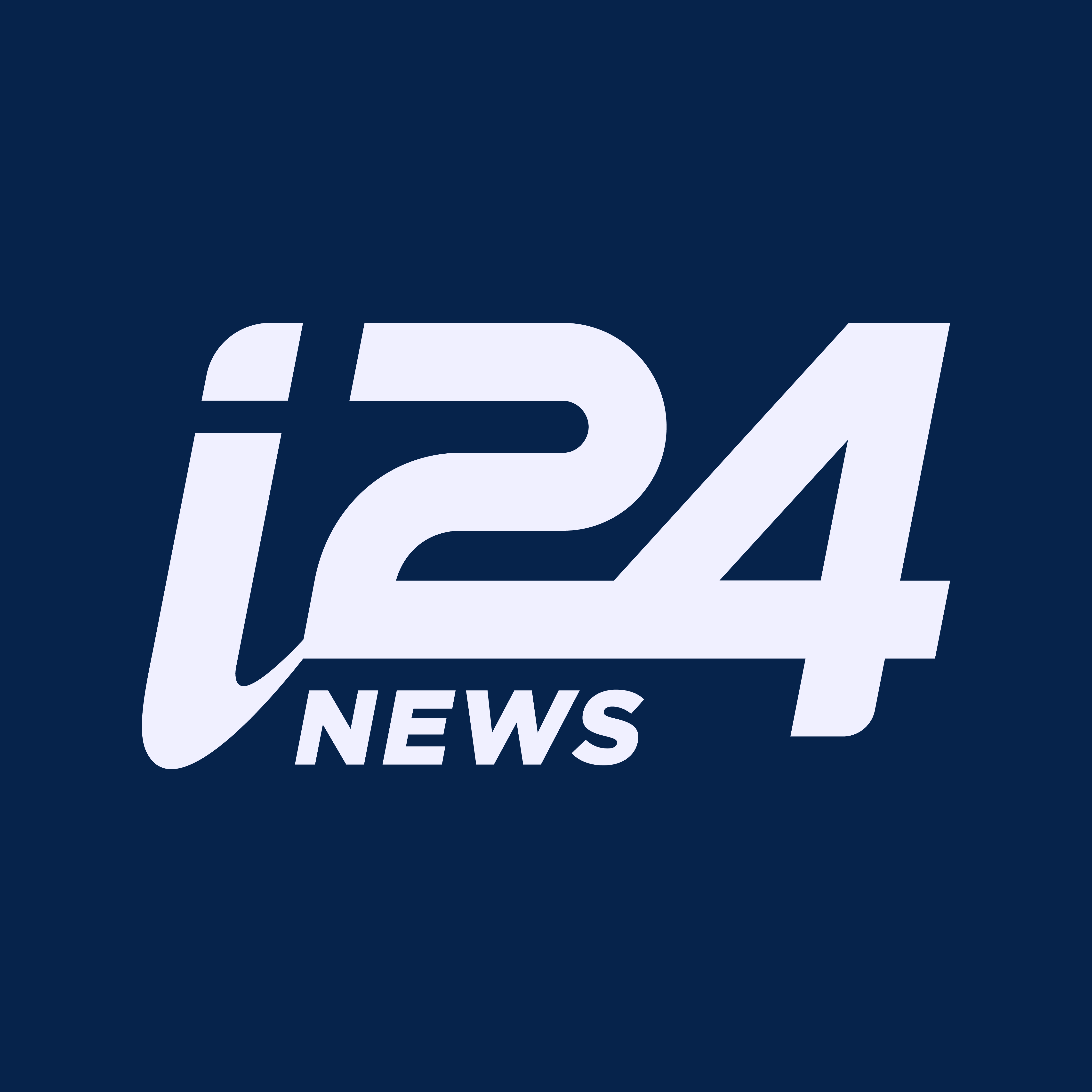
Depuis 2021.

## Organisation

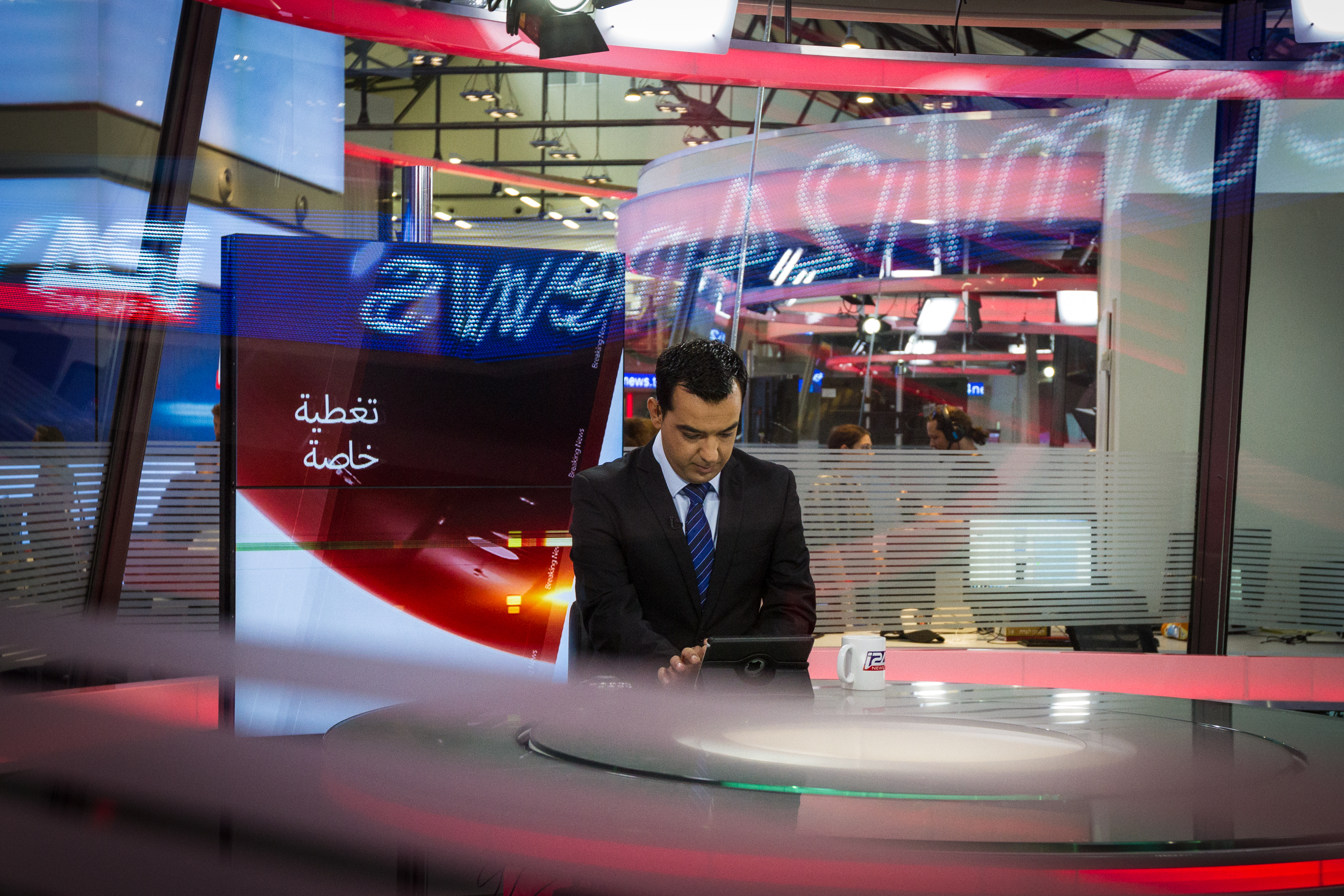
Le présentateur du journal en langue arabe.

La chaîne i24News embauche 300 personnes, dont 150 journalistes de 35 nationalités différentes. Ses locaux sont installés dans le port de Jaffa, en Israël, mais son siège social est basé au Luxembourg, où réside la holding Altice qui la finance. Elle est financée par Patrick Drahi, et dirigée par Ronit Ganon-Amit, directrice générale d'i24NEWS et Frank Melloul, chairman (président) de la chaîne,. Ali Waked, est le directeur et rédacteur en chef des chaînes internationales d’i24NEWS (anglais, français et arabe).

### Rédaction francophone
La rédaction francophone de la chaîne compte notamment les journalistes Nathalie Nagar, Miri Maman, Michaël Darmon, Jean-Charles Banoun, Christian Malard, David Neeman, Matthias Inbar,,.

### Présentateurs d'i24News

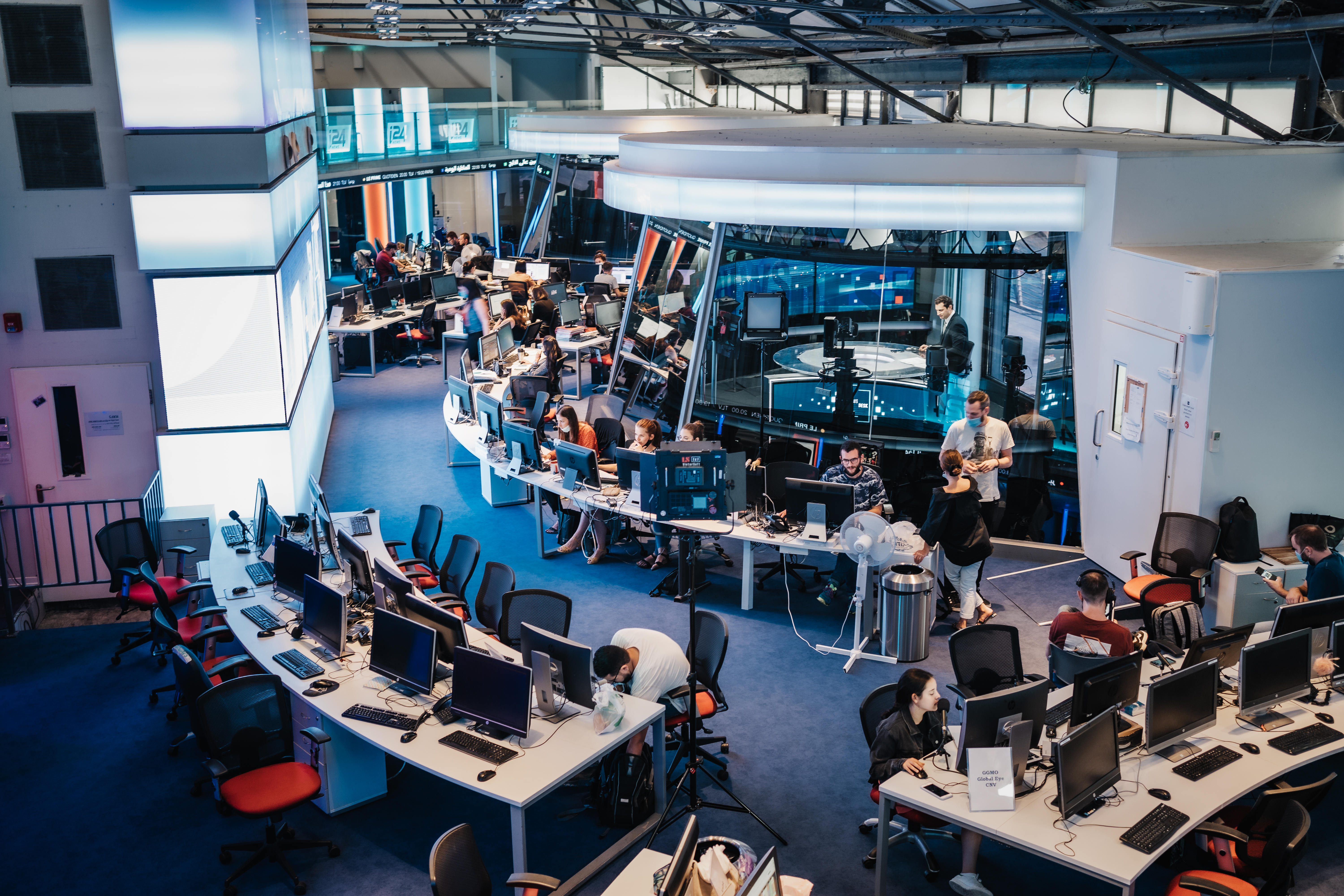
La rédaction d'i24News dans les studios à Tel Aviv-Jaffa.

i24News compte, ou a compté, parmi les membres de sa rédaction Michaël Darmon, Julien Bahloul (2013-2018), Paul Amar (2016-2017), Anna Cabana, Jean-Charles Banoun, Benjamin Petrover et le réalisateur Élie Chouraqui.

## Programmation sur la chaîne en français
Cette section ne s'appuie pas, ou pas assez, sur des sources secondaires ou tertiaires indépendantes du sujet. Le texte peut contenir des analyses inexactes ou inédites de sources primaires.
Pour l'améliorer, ajoutez-en, ou placez des modèles {{Source secondaire souhaitée}} ou {{Source secondaire nécessaire}} sur les passages mal sourcés. (décembre 2022)
- Les Grandes Gueules Moyen-Orient : émission quotidienne de débats, adaptée de l'émission Les Grandes Gueules sur RMC. Une heure de débat autour de David Neeman entre Tel Aviv, Paris, New York, Dubaï à propos de l'actualité[55],[56].
- Conversations avec Nathalie Nagar : une heure d'échange avec des invités politiques ou de la société pour comprendre la société israélienne. Émission présentée par Nathalie Nagar[57].
- Le Debrief : Magazine hebdomadaire d’actualité proposant une analyse approfondie des grands enjeux israéliens et internationaux. Magazine présenté par Miri Maman[58],[59].
- Défense : Magazine consacré aux questions de défense et de sécurité au Moyen-Orient. Présenté par Matthias Inbar[60],[61],[62].
- Le Grand Oral : émission hebdomadaire présentée chaque lundi par Michaël Darmon, qui s'entretient avec une personnalité issue du monde politique, intellectuel ou artistique[63].
- Politique : Émission hebdomadaire dédiée à la vie politique israélienne présentée par Nathalie Nagar[64].